# Poneloya

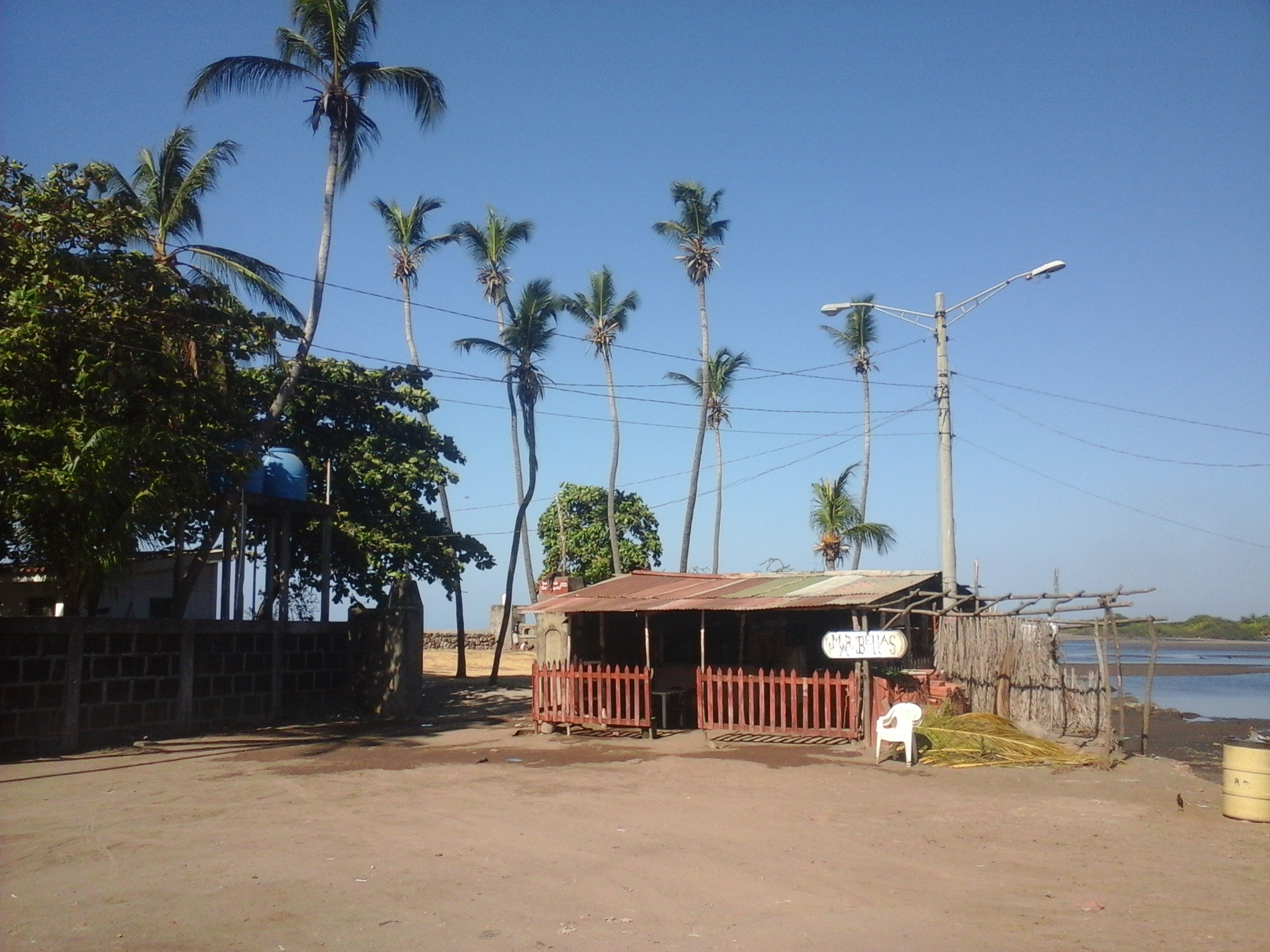
Poneloya, Nicaragua (2016)

Poneloya ist ein Dorf an der Pazifikküste Nicaraguas im Departamento León.

## Lage
Poneloya liegt an einer Flussmündung 20 km westlich von León und 110 km nördlich von Managua, der Hauptstadt des Landes. In der Nähe befindet sich die Vogelinsel „Los Brasiles“. Poneloya liegt am Feuerring von Zentralamerika, weshalb man in der Ferne Vulkane in den Himmel ragen sehen kann. Ab und zu ereignen sich kleinere Erdbeben. Der Name „Poneloya“ bedeutet in der indigenen Sprache des Sutiava Stamms so viel wie „kleiner Samen“.

## Geschichte
Die Lage an einer Flussmündung lässt vermuten, dass sich der Ort historisch zunächst als Fischerdorf entwickelte. Noch heute lebt ein Großteil der lokalen Bevölkerung vom Fischen. Im Laufe der Zeit baute die begüterten Stadtbevölkerung Leóns entlang der dortigen Küste Poneloyas ihre Wochenendhäuser.
Am 1. September 1992 gab es 75 km von der Küste entfernt ein Seebeben der Stärke 7. Die gesamte nicaraguanische Küste wurde von einem Tsunami von bis zu 10 Metern Höhe getroffen. Die Wellen, die Poneloya um 6 Uhr bzw. um 7 Uhr abends erreichten (die Uhren wurden an diesem Tag auf Winterzeit umgestellt), waren bis zu 6 Meter hoch und zerstörten einen Großteil der Häuser und forderten allein in Poneloya mindestens vier Menschenleben (die Angaben variieren). Viele Häuser wurden nach der Katastrophe wieder aufgebaut, einige liegen jedoch noch immer in Trümmern. 1998 schlug Hurrikan Mitch zu und richtete erheblichen Schaden an. 2008 wurde Poneloya von einem weiteren Hurrikan, diesmal der Kategorie 1, heimgesucht, der nur geringe Schäden anrichtete.
Anfang 2010 wurde eine neue Straße, mit Geldern des Millennium Projekts der USA, von León nach Poneloya für 16,5 Millionen Dollar fertiggestellt. Zudem haben sich mehrere ausländische Fischzuchtbetriebe in der unmittelbaren Umgebung niedergelassen.

## Tourismus
Der Hauptteil der nicaraguanischen Besucher kommt am Wochenende aus León, um entweder den Tag am Strand zu verbringen oder ihre Ferienhäuser zu besuchen. Es gibt einige relativ preisgünstige Restaurants und Hotels. Die Hauptsaison liegt rund um die „Semana Santa“ (Ostern), in der Übergangswoche zwischen März und April und Weihnachten, wenn die Kinder Sommerferien haben. Man findet am Strand gute Surfbedingungen. Zur Insel „Los Brasiles“, einem fast in sich geschlossenen Ökosystem, bieten lokale Führer Touren an, um die Vielfalt an Vögel zu beobachten. Ausländischen Reisenden ist der Ort noch meist unbekannt.

## Wirtschaftliche Entwicklung
Poneloya ist durch starke Kontraste (prächtige Villen gegenüber Hütten aus Wellblech) charakterisiert. Die meisten Bewohner verdienen ihren Unterhalt entweder als Fischer oder als Haushälter der Wochenendvillen. Einige besitzen ein kleines Lokal oder eine „Pulperia“, einen kleinen Kiosk, der alle alltäglichen Konsumgüter vom Zahnpasta zum Toilettenpapier führt. Die Arbeit bei den Fischzuchtbetrieben garantiert ein gesichertes Einkommen. Daneben existieren noch einige Apotheken, eine Polizeistation, die genau zwischen Poneloya und Las Peñitas liegt, eine weiterführende Schule, ein Gesundheitszentrum und mehrere Kirchen.

## Klima und Fauna
Da Poneloya in den Subtropen liegt, ist der Ort durch eine Trocken- und eine Regenzeit gekennzeichnet. Die Regenzeit, welche von Nicaraguanern auch als „Winterzeit“ bezeichnet wird, obwohl Temperaturen im Laufe des Jahres relativ konstant bleiben, fängt im Juni an und hört im Dezember oder Januar auf. Folgerichtig fängt die Trockenzeit zu Anfang des Jahres an und endet Ende Mai/Anfang Juni. Temperaturen reichen tagsüber von 32 °C bis 40 °C (90 °F bis 104 °C) und nachts von 25 °C bis 30 °C (77 °F bis 86 °F). Die Fauna an der Küste ist von Mangrovensümpfen und landeinwärts von tropischen Trockenwäldern und Graslandschaften oder Savannen charakterisiert.